# Gustine (Texas)
Gustine es un pueblo ubicado en el condado de Comanche en el estado estadounidense de Texas. En el Censo de 2010 tenía una población de 476 habitantes y una densidad poblacional de 200,86 personas por km².

## Geografía
Gustine se encuentra ubicado en las coordenadas 31°50′45″N 98°24′9″O / 31.84583, -98.40250. Según la Oficina del Censo de los Estados Unidos, Gustine tiene una superficie total de 2.37 km², de la cual 2.37 km² corresponden a tierra firme y (0%) 0 km² es agua.

## Demografía
Según el censo de 2010, había 476 personas residiendo en Gustine. La densidad de población era de 200,86 hab./km². De los 476 habitantes, Gustine estaba compuesto por el 85.29% blancos, el 0% eran afroamericanos, el 1.05% eran amerindios, el 0.21% eran asiáticos, el 0.63% eran isleños del Pacífico, el 10.92% eran de otras razas y el 1.89% pertenecían a dos o más razas. Del total de la población el 41.39% eran hispanos o latinos de cualquier raza.